# Stenoptilia conicephala
Stenoptilia conicephala là một loài bướm đêm thuộc họ Pterophoridae. Nó được tìm thấy ở Kenya.